# Karel Čurda

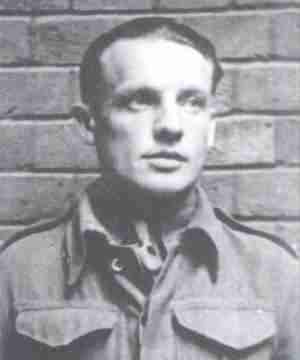
Karel Čurda

Karel Čurda (* 10. Oktober 1911 in Stará Hlína, Ortsteil von Třeboň (Südböhmen), Österreich-Ungarn; † 29. April 1947 in Prag) war zuerst ein tschechischer Soldat der tschechoslowakischen Exilarmee und Widerstandskämpfer im Zweiten Weltkrieg, später Gestapokonfident. Nach dem Krieg wurde er wegen Landesverrat zum Tode verurteilt und gehängt.

## Leben
Karel Čurda wurde im Dorf Stará Hlína (deutsch Alt Lahm) geboren. Nach der Grundschule wurde er als Maurer ausgebildet. In den 1930er Jahren trat er der Armee bei und diente als Unteroffizier. Nach dem Münchner Abkommen und aufgrund der nachfolgenden Beschränkung der tschechoslowakischen Armee trat er der Zollverwaltung bei. Nach der Besetzung der Tschechoslowakei durch das Deutsche Reich emigrierte Čurda im Juni 1939 zuerst nach Polen und später nach Frankreich, wo er der tschechoslowakischen Exilarmee beitrat. Nach der Niederlage Frankreichs im Juni 1940 wurde Čurda mit anderen Soldaten nach England evakuiert.

### Operation „Out Distance“
Čurda gehörte zur dritten Gruppe tschechoslowakischer Soldaten, die eine besondere Ausbildung beim britischen SOE absolvierten. Er sprang am 28. März 1942 als Mitglied der Sabotagegruppe Out Distance zur Unterstützung des Tschechoslowakischen Widerstands im Gebiet des Protektorats Böhmen und Mähren mit dem Fallschirm ab. Der Leiter der Gruppe, Adolf Opálka, verletzte sich beim Sprung schwer und das Sabotagematerial ging verloren. Nachdem sich die Gruppe Out Distance getrennt hatte, starb das dritte Gruppenmitglied Ivan Kolařík durch Suizid, während Čurda Schutz in den Haushalten der Widerstandsmitglieder Moravec, Svatoš und Bautz in Prag fand. Nach dem erfolgreichen Prager Attentat vom 27. Mai 1942 („Operation Anthropoid“) auf den hohen NS-Führer und Stellvertretenden Reichsprotektor in Böhmen und Mähren, Reinhard Heydrich, floh Čurda aus Prag und versteckte sich in seinem Heimatdorf.

### Verrat
Unter dem Eindruck der Vergeltungsmaßnahmen nach dem Attentat (unter anderem die Zerstörung des Dorfs Lidice) verließ Čurda sein Versteck und meldete sich freiwillig bei der Gestapo in Prag, um seine eigene Familie zu beschützen. Beim Verhör verriet er den deutschen Sicherheitsorganen die Adressen mehrerer so genannter „sicheren Häuser“ der tschechischen Fallschirmspringer – darunter die Prager Familien, die ihn früher geschützt und unterstützt hatten: Moravec, Svatoš und Bautz. Der gefolterte minderjährige Sohn der Familie Moravec, Ata, gab den Aufenthaltsort der Attentäter, die Krypta der St. Cyrill und Method-Kirche, preis. Die Familien der Widerstandskämpfer, derer die Deutschen habhaft werden konnten, wurden später im Konzentrationslager Mauthausen ermordet (insgesamt 294 Personen).
Čurda erhielt die Hälfte der versprochenen Millionen-Belohnung (500.000 RM). Ausgestattet mit einer neuen Identität, „Karl Jerhot“, heiratete er eine deutsche Frau und verbrachte den Rest des Krieges als Spitzel der Gestapo. Unter anderem half er der Gestapo die Fallschirmgruppen Antimony und Bivouac aufzuspüren und festzunehmen. In den letzten Kriegstagen von Widerstandskämpfern aufgegriffen, unternahm Čurda einen Suizidversuch. Er wurde wegen Landesverrat zum Tode verurteilt und am 29. April 1947 im Gefängnis Pankrác gehängt.